# Joan Beauchamp
Constance „Joan“ Beauchamp (* 1. November 1890 in Midsomer Norton; † 1964) war eine englische Kämpferin gegen den Ersten Weltkrieg, Suffragette und Mitbegründerin der Kommunistischen Partei Großbritanniens. 

## Kindheit

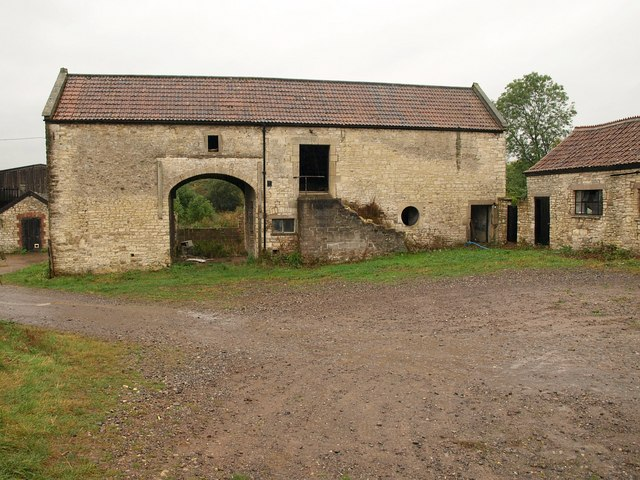
Welton Manor Farm, Midsomer Norton, wo Beachamp aufwuchs

Beauchamp wurde 1890 in einer Bauernfamilie in Welton, Midsomer Norton in Somerset, geboren. Joan und ihre jüngere Schwester Kay Beauchamp waren beide Gründungsmitglieder der Kommunistischen Partei Großbritanniens. Die Familie gehörte zum Adelsgeschlecht der Beauchamp-Familie, die das Kohlenrevier von Somerset beherrschte. Ihr Vater war der Cousin von Sir Frank Beauchamp und Louis Beauchamp, die in dieser Gegend Kohlebergwerke besaßen. Ihre Mutter starb 1904, als Joan vierzehn Jahre alt war.

## Frühes Erwachsenenleben
Während des Ersten Weltkriegs wurde Beauchamp in der No Conscription Fellowship (NCF) aktiv. Die NCF wurde gegründet, um die schätzungsweise 16.000 Pazifisten und Sozialisten, die sich weigerten, dem Militär beizutreten und zu kämpfen, zu unterstützen. Sie arbeitete zunächst als Assistentin in der politischen Abteilung der NCF und wurde dann parlamentarische Sekretärin. Später im Krieg wurde sie offiziell zur Herausgeberin der Zeitschrift The Tribunal ernannt. Nach mehreren Polizeirazzien in den Druckereien und der Zerstörung der Maschinen wurde The Tribunal geheim gedruckt. In der Ausgabe vom 3. Januar 1918 hatte Bertrand Russell über das kürzlich abgelehnte deutsche Friedensangebot geschrieben und sich negativ über die amerikanische Armee geäußert.  Bertrand Russell und Joan Beauchamp als Verlegerin wurden am 9. Februar angeklagt; Russell wurde zu einer Freiheitsstrafe von sechs Monaten und Joan zu einer Geldstrafe von 60 £ und fünfzehn Guineas Kosten verurteilt. Bei der Berufung vor dem Sessions Court in Clerkenwell am 1. Mai wurde der Fall verloren, aber Joan weigerte sich zu zahlen und wurde daher zu einem Monat Gefängnis verurteilt.
Sie war Mitbegründerin und lebenslanges Mitglied der Kommunistischen Partei Großbritanniens und eine Verbündete der Suffragette Sylvia Pankhurst. Sie galt als eines der militantesten Mitglieder der Suffragettenbewegung.
Beauchamp befürwortete die Kollektivierung der Landwirtschaft in der Sowjetunion und veröffentlichte ein Buch mit dem Titel Agriculture in Soviet Russia (1931) zu diesem Thema sowie einen Artikel, in dem sie behauptete, dass sie während ihres Besuchs in der Ukraine 1933 „keinerlei Anzeichen für eine Hungersnot“ gefunden habe und dass die Menschen „nirgendwo“ das Wort „Hungersnot“ verwendet hätten.
Sie war eine der ersten Frauen, die einen Abschluss an der Universität London machten. Nach der Heirat mit Harry Thompson, einem Anwalt und Kollegen aus ihrer Zeit bei der NCF bekam sie zwei Söhne, Robin (geboren 1924) und Brian, die beide bedeutende Gewerkschaftsanwälte wurden.

## Späteres Leben
Beauchamp arbeitete in ihren späteren Jahren als Journalistin in London. Während des Zweiten Weltkriegs wurde sie durch eine deutsche Fliegerbombe schwer verletzt.
Sie unterstützte die Anwaltskanzlei ihres Mannes, die sich ausschließlich um Gewerkschaften und deren Mitglieder kümmerte. Beauchamps Ehemann Harry Thompson starb 1947. Sie selbst starb 1964.

## Werke von Joan Beauchamp (Auswahl)
- Poems of revolt : a twentieth century anthology chosen by Joan Beauchamp (1924)
- Agriculture in Soviet Russia (1931)
- Women who Work (1937)
- Soviet Russia, A syllabus for study courses (1943)
- Scientific socialism